# Рошел (Илиноис)
Рошел (енгл. Rochelle) град је у америчкој савезној држави Илиноис. По попису становништва из 2010. у њему је живело 9.574 становника.

## Демографија
Према попису становништва из 2010. у граду је живело 9.574 становника, што је 150 (1,6%) становника више него 2000. године.
| Група             | 2000.         | 2010.         |
| Белци             | 7.324 (77,7%) | 6.918 (72,3%) |
| Афроамериканци    | 107 (1,1%)    | 217 (2,3%)    |
| Азијати           | 87 (0,9%)     | 72 (0,8%)     |
| Хиспаноамериканци | 1.806 (19,2%) | 2.254 (23,5%) |
| Укупно            | 9.424         | 9.574         |